# Qualea elegans
Qualea elegans là một loài thực vật có hoa trong họ Vochysiaceae. Loài này được Taub. ex Benoist miêu tả khoa học đầu tiên năm 1915.